# ALBA (sincrotrón)

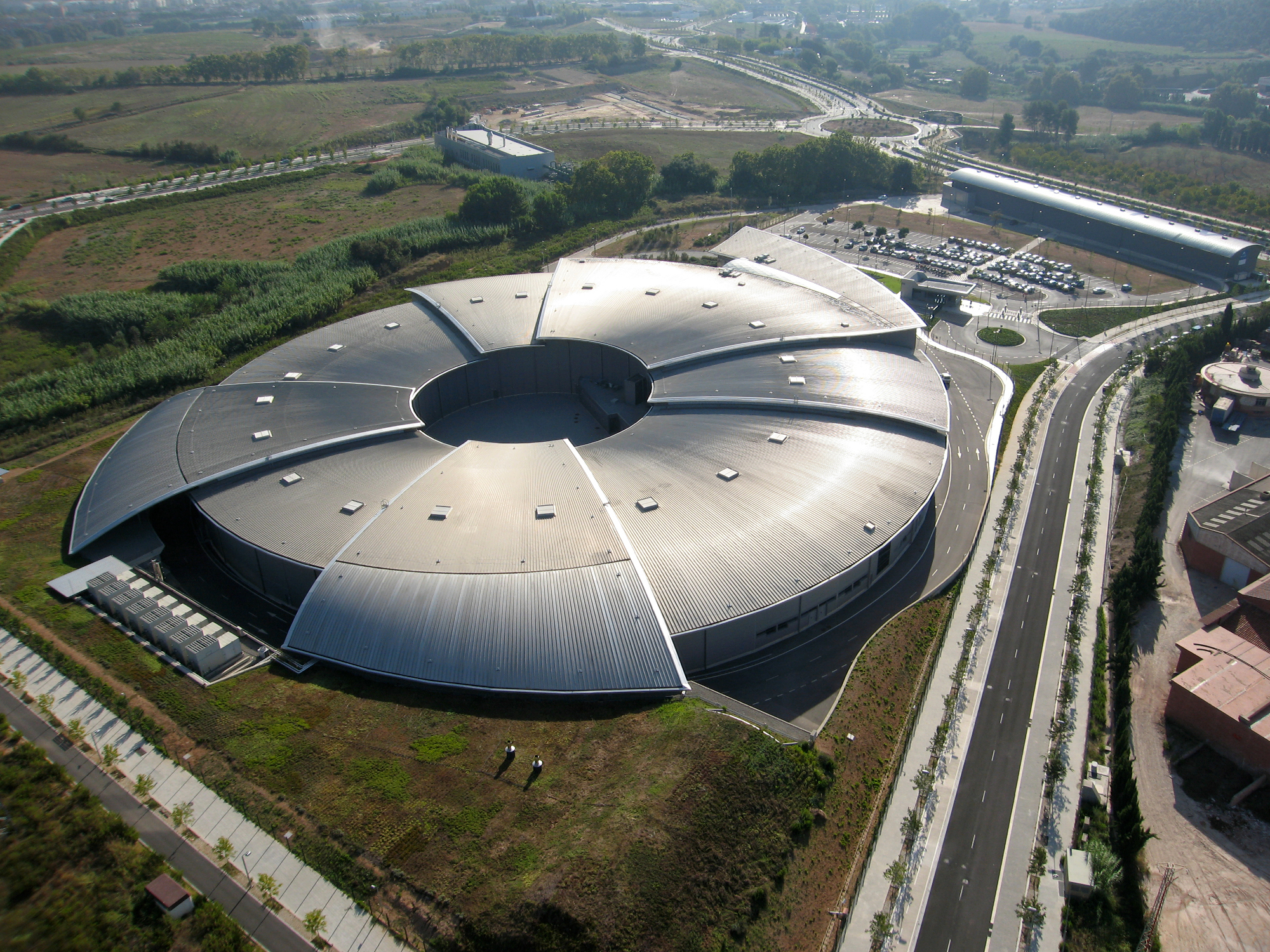
Vista aérea del complejo Sincrotrón ALBA

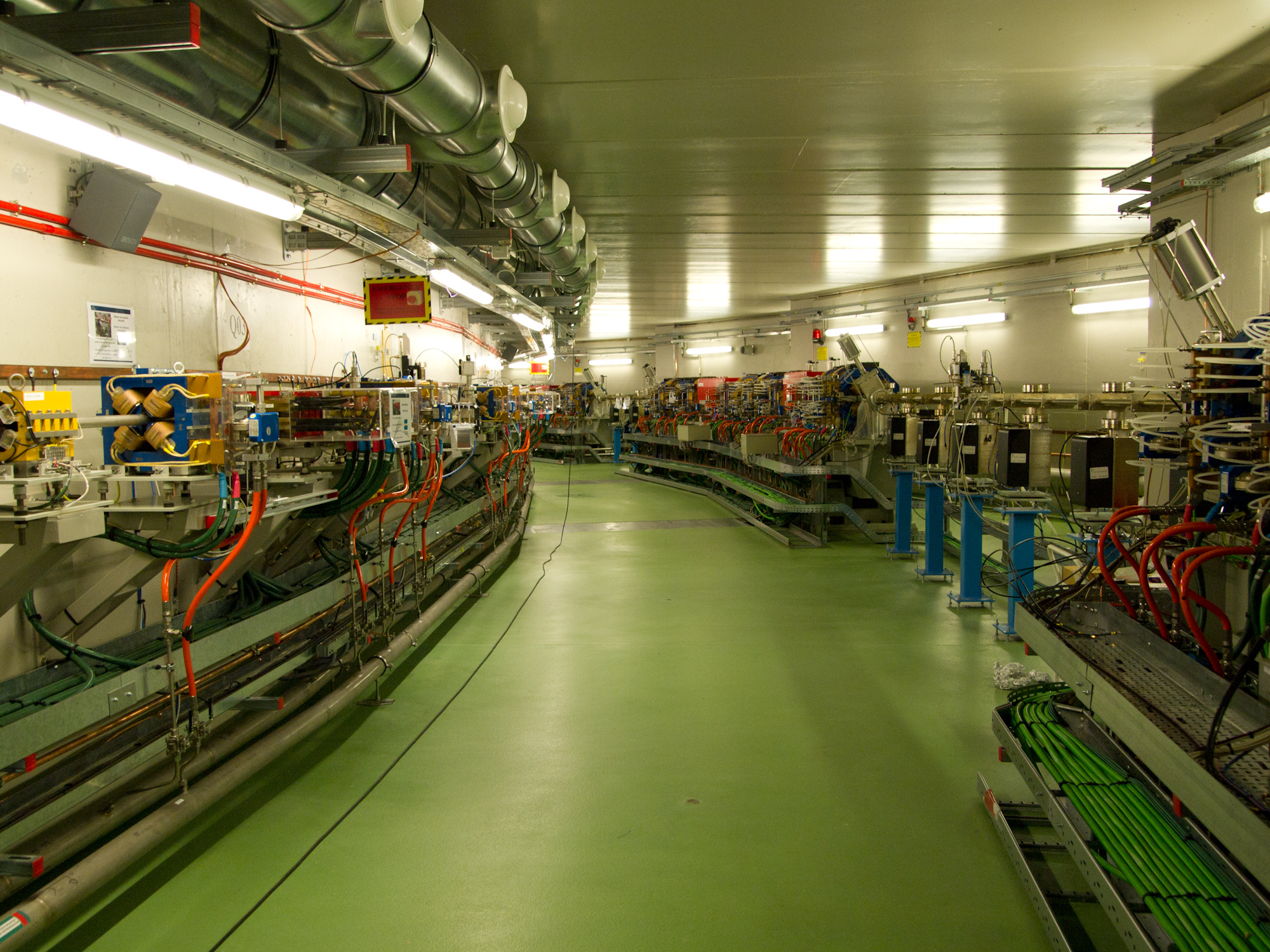
Interior del túnel donde se encuentra parte del acelerador de electrones: el anillo de almacenamiento y el propulsor

ALBA es la única fuente de luz de sincrotrón en España. Se trata de un complejo de aceleradores de electrones con los que se genera luz de sincrotrón   (o radiación sincrotrón) para analizar a nivel atómico y molecular las propiedades de la materia. Sus aplicaciones abarcan numerosos ámbitos: física, química, ciencias de la vida, medio ambiente, patrimonio histórico, etc. Forma parte de la red de Infraestructuras Científicas y Técnicas Singulares (ICTS). Está emplazada en Cerdanyola del Vallès, Barcelona (Cataluña, España), en el Parc de l'Alba, cerca del campus de la Universidad Autónoma de Barcelona. Se trata de un instalación pública al servicio de la comunidad científica, financiada a partes iguales por el Gobierno de España y la Generalidad de Cataluña. Está gestionada por el Consorcio para la Construcción, Equipamiento y Explotación del Laboratorio de Luz de Sincrotrón (CELLS). Desde 2012, su directora es la física Caterina Biscari. Forma parte de la Liga Europea de Fotones basadas en Aceleradores (LEAPS), un consorcio formado por otras doce fuentes de luz de sincrotrón y seis láseres de electrones libres de todo el continente, tiene como meta coordinar la política europea de uso y desarrollo de estas infraestructuras. 

## Historia y construcción
El proyecto se empezó a inicios de la década de 1990, la construcción comenzó en 2003, y la inauguración oficial tuvo lugar en marzo de 2010. El coste total de la construcción y equipamiento del laboratorio se estimó en unos 200 millones de euros. El coste de los gastos de explotación es de aproximadamente 25 millones de euros al año. 
El edificio que acoge el proyecto se finalizó a finales de 2009 y la operatividad completa de la instalación avanzó en sucesivas fases, culminando en 2011. La inauguración oficial fue llevada a cabo por el presidente del Gobierno José Luis Rodríguez Zapatero y el presidente de la Generalidad de Cataluña Jose Montilla, junto con científicos como Ramón Pascual, impulsor del proyecto, y Joan Bordas, primer director de la instalación, el 23 de marzo de 2010. Es una construcción de gran complejidad técnica por las exigencias de la instalación, que requiere de estabilidad mecánica, control de la temperatura y calidad del suministro eléctrico. En julio de 2012 comienzan los primeros experimentos.,

### Cronología
1990: Primeros intentos por algunos científicos españoles para obtener financiación para una fuente de radiación sincrotrón en España.

1994: La Generalidad de Cataluña selecciona personal para diseñar y conceptualizar una fuente de 2.5 GeV.

1997: Se finaliza el primer proyecto conceptual.

2003: Se aprueba el proyecto por las autoridades regionales y estatales y se nombra el director general (Joan Bordas).

2003: Primera congreso de usuarios en Menorca.

2004: Segundo congreso de usuarios en Málaga.

2004: Se rediseña el anillo de almacenamiento.

2005: Se acondiciona el emplazamiento.

2006: Comienza la construcción.

2007: Se emiten los primeros pulsos de electrones.

2008: Se instala el "Linac".

2008: Primer haz de electrones en la terminal "Linac".

2009: Instalación del inyector y el anillo de almacenamiento.

2010: Primera prueba del inyector.

2010: Inauguración.

2011: Haz de electrones en el anillo de almacenamiento.

2012: Se reciben los primeros usuarios oficiales en las líneas de luz.

2012: Caterina Biscari sustituye a Joan Bordas como directora.

2014: Se recibe al usuario número 1.000.

2014: Se inicia la operación en modo top-up (inyecciones continuas).

2016: Se abre una nueva línea de luz, MIRAS.

2019: Se inicia la operación de forma regular a 250 mA.

2021: Se inicia el proceso de renovación de sus instalaciones, con el diseño del proyecto ALBA II.

## Características

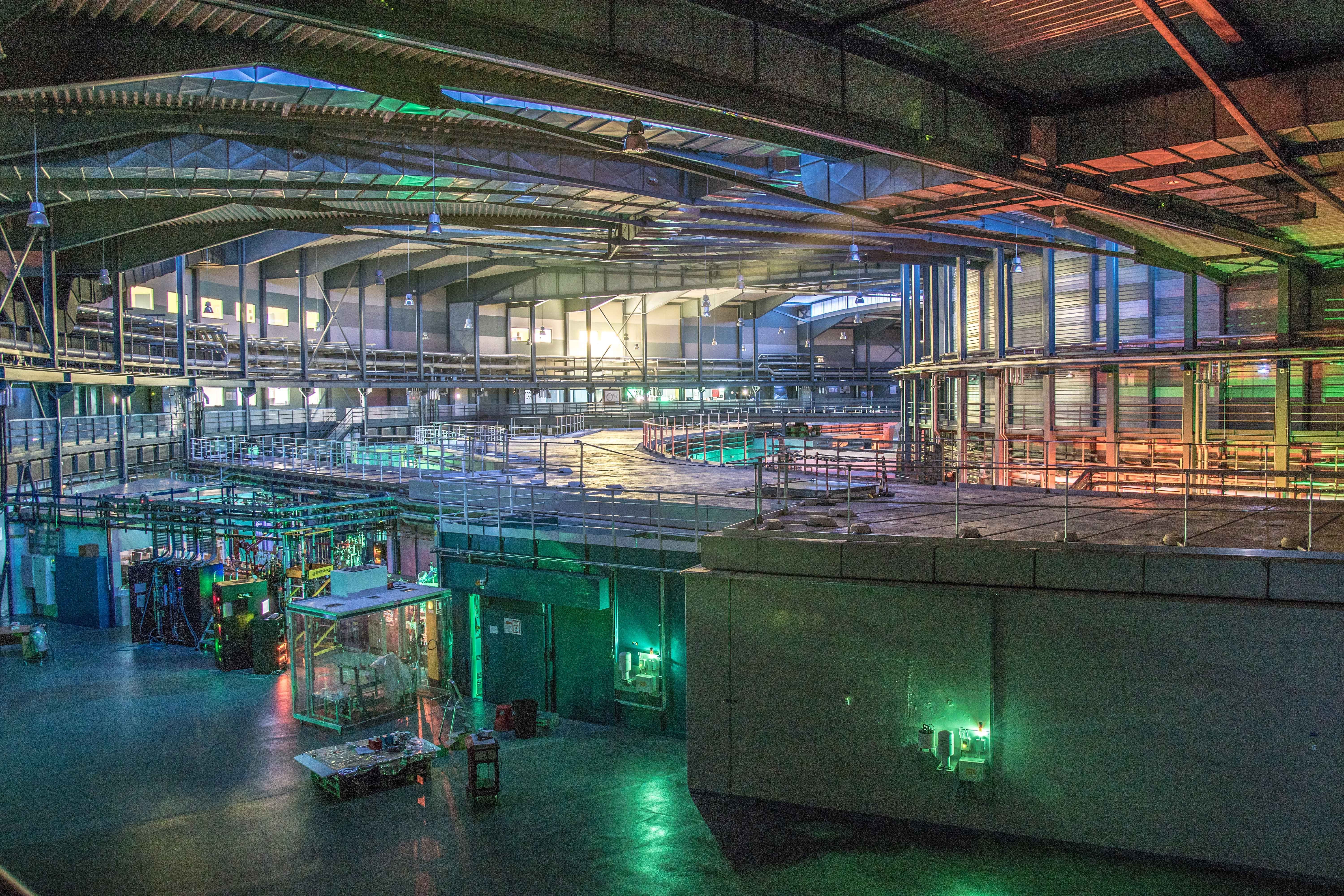
Vista del área experimental

ALBA consta de un acelerador de partículas lineal y un sincrotrón. En ellos se aceleran los electrones hasta velocidades próximas a la de la luz, alcanzando una energía de hasta 3 Gigaelectronvoltios (GeV). Dichos electrones se inyectan en un anillo de almacenamiento de 270 metros de perímetro. Este está equipado para producir radiación electromagnética de un continuo de longitudes de onda, desde el infrarrojo hasta los rayos X. Es una fuente de tercera generación, en la que la mayor parte de la luz procede de dispositivos de inserción, como wigglers y onduladores. En 2021, ha iniciado el diseño de su renovación para transformarse en una instalación de cuarta generación.
La radiación obtenida es útil no sólo en investigaciones en el campo de la física, sino también en todos los campos de la ciencia y la tecnología en los que hay que analizar muestras de pequeñas dimensiones como estructuras cristalinas, nuevos materiales, muestras biológicas, de contaminantes o restos arqueológicos. También puede tener aplicaciones en el diseño de nuevos fármacos y en imagen y terapias médicas.
Genera unas 6.000 horas de luz de sincrotrón y acoge a más de 2.000 investigadores al año, procedentes principalmente del ámbito público pero también privado. Dentro del ámbito público, aproximadamente el 60% de los experimentos son de instituciones ubicadas en España, el 35% en Europa y el 5% de otros países.

### Líneas de luz y estaciones experimentales
Actualmente el sincrotón ALBA dispone de ocho líneas de luz operativas para distintos usos. Son:

- Ciencia de materiales y difracción de polvo a alta resolución y alta presión (MSPD, Materials Science and Powder Diffraction)
- Microscopía de rayos-X para nanotomografías (MISTRAL, X-Ray Microscopy)
- Difracción no cristalina (NCD, Non-Crystalline Diffraction)
- Cristalografía macromolecular (XALOC, Core Level Absorption & Emission Spectroscopies)
- Micro-espectroscopia de fotoemisión (CIRCLE, Photoemission Spectroscopy and Microscopy)
- Dispersión y absorción resonante (BOREAS, Resonant Absorption and Scattering)
- Espectroscopia de Absorción y Emisión (CLAESS, Core Level Absoption & Emission Spectroscopies beamline)
- Microespectroscopia de infrarrojo (MIRAS, Infrared spectroscopy and microscopy beamline)

También dispone de una línea de luz para diagnóstico de los aceleradores (XANADU).
Cinco nuevas líneas de luz están en construcción:
- Espectroscopia de fotoemisión de ángulo resuelto (LOREA, Angle-resolved Photoemission Spectroscopy ARPES))
- Absorción y difracción de rayos X (NOTOS, Absorption and Diffraction) )
- Microfoco para cristalografía macromolecular (XAIRA, Microfocus Beamline for Macromolecular Crystallography)
- Tomografía rápida de rayos X y radioscopia (FAXTOR, Fast X-Ray Tomography and radioscopy beamline)
- Caracterización óptica para el desarrollo de la misión ATHENA (Telescopio Avanzado para la Astrofísica de Alta Energía)

## Estudios y proyectos
Sus áreas de aplicación son muy diversas, con gran número de ejemplos de experimentos realizados. En su página web se pueden consultar algunos de ellos. A modo resumido, buena parte de los experimentos que se realizan en ALBA se engloban en estas categorías:
- Ciencias de la vida
  - 2020: Un equipo del Centro de Investigaciones Biológicas Margarita Salas (CIB-CSIC) ha usado la línea de luz NCD-SWEET para estudiar el posible efecto de un fármaco antitumoral de uso clínico sobre el ciclo vital del coronavirus SARS-CoV-2. El fármaco interrumpiría el transporte del virus en el interior de la célula, bloqueando su replicación.
  - 2019: Un equipo liderado po el Instituto Weizmann revela los mecanismos de acción de la quinolina, uno de los fármacos más usados contra la malaria. Para ello realizaron experimentos en ALBA, ESRF y BESSY.[10]
  - 2016: Investigadores del Instituto de química avanzada de Cataluña (IQAC-CSIC),que utilizaron la línea de luz MIRAS para analizar cómo se integran en las diferentes capas de la piel unos sistemas lipídicos que habían generado. Conocer la localización y alcance de estos sistemas permitirá transportar principios activos (de tipo farmacológico o cosmético) hasta las distintas capas de la piel donde deben realizar su actividad.[11]
- Nanomateriales magnéticos
  - 2019: Un grupo internacional consigue visualizar skyrmiones magnéticos con holografía y dispersión coherente de rayos X.[12]
  - 2012: Estudio de la nanoestructuración de cintas superconductoras crecidas con una fina capa de material cerámico superconductor (YBa2Cu3O7) y en la cual se incorporan nanopartículas de óxidos metálicos, llevado a cabo por el Institut de Ciència de Materials de Barcelona (ICMAB-CSIC). Finalizado en junio de ese mismo año[13]
- Catálisis y ciencias medioambientales
  - 2020: Investigadores de la Universidad de Toulouse fueron portada en la revista científica Nature por una investigación en la que habían diseñado una depolimerasa de PET para descomponer y reciclar botellas de plástico. Parte de los experimentos se llevaron a cabo en la línea de luz XALOC.[14]
- Materiales con aplicaciones en energía
  - 2019: Un equipo internacional, liderado por la KU Leuven en Bélgica descubre un nuevo método para diseñar placas solares de perovskita más eficientes y estables gracias a los análisis realizados en ALBA y en el ESRF.[15]